# Comité judiciaire du Conseil privé

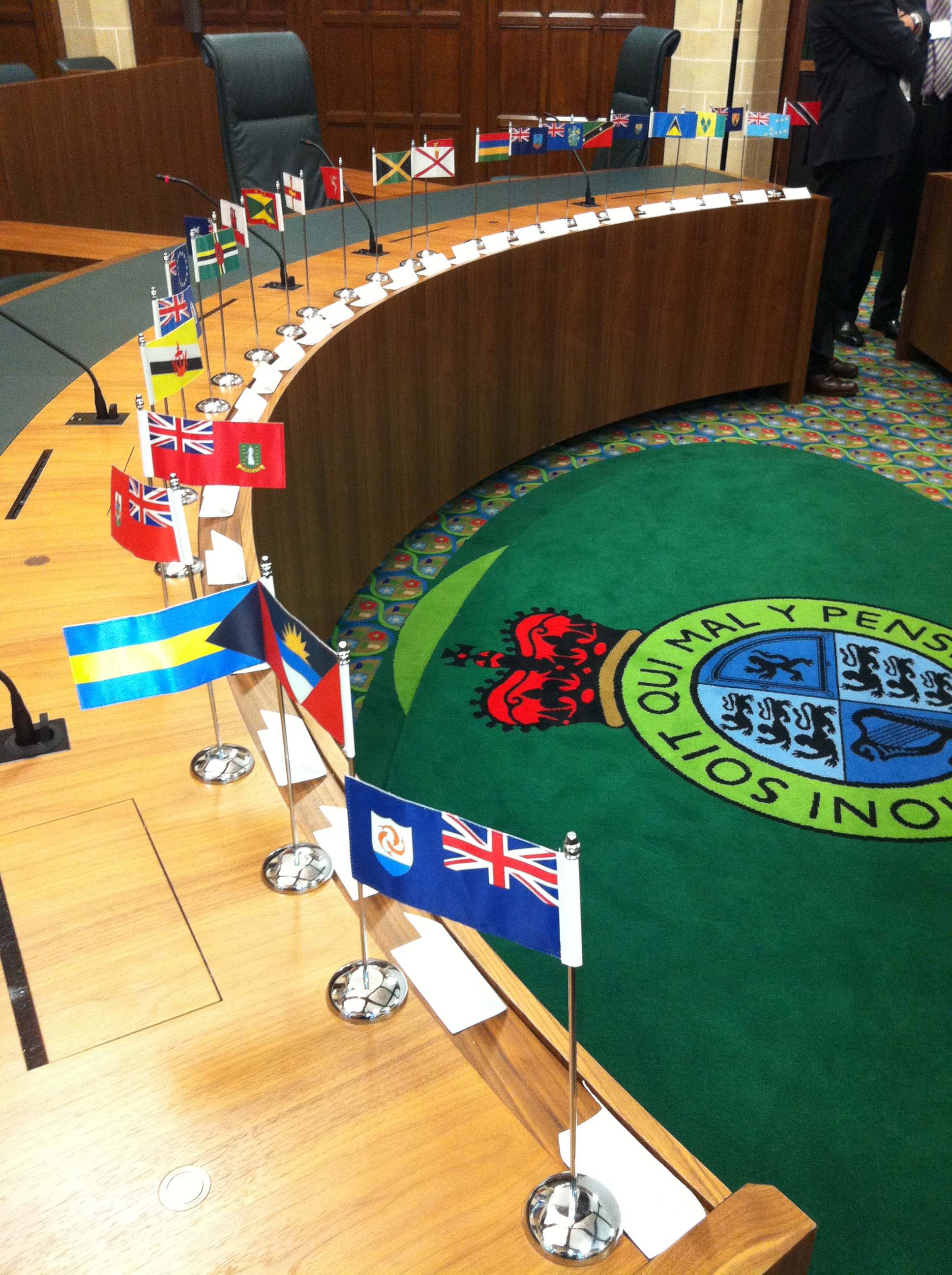
Salle Comité judiciaire du Conseil privé

Le Comité judiciaire du Conseil privé (CJCP) (en anglais : Judicial Committee of the Privy Council ou JCPC) est l'un des plus hauts tribunaux du Royaume-Uni.
Il est établi par la Loi de 1833 sur le Comité Judiciaire. Il a remplacé la Court of Delegates. Il est aussi le tribunal de dernière instance, c'est-à-dire le plus haut tribunal d'appel, pour plusieurs pays souverains membres du Commonwealth ainsi que pour les territoires d'outre-mer du Royaume-Uni et les dépendances de la Couronne britannique.
Au Royaume-Uni, le Conseil Privé de Sa Majesté, parmi ses différentes fonctions, exerce certaines fonctions judiciaires. Les causes qui lui sont soumises sont en théorie décidées par Sa Majesté en conseil mais en pratique elles sont entendues et décidées par le Comité judiciaire du Conseil privé, lequel est formé de juges qui sont membres du Conseil privé. Formellement, les appels sont adressés à « Sa Majesté en Conseil » (His Majesty in Council), qui réfère alors la cause au Comité judiciaire pour avis. Les décisions du Comité judiciaire sont donc officiellement présentés comme des avis à Sa Majesté.
En pratique, toutefois, les avis du Comité judiciaire ont bien l'effet de jugements, car le monarque suit toujours ses avis et approuve formellement ses recommandations. Dans le cas des appels qui viennent non pas d'une monarchie mais plutôt d'une des républiques membres du Commonwealth, les appels sont adressés directement au Comité judiciaire. Les appels au Comité judiciaire sont habituellement entendus par un banc composé de cinq juges. Traditionnellement, le Comité judiciaire rendait des avis d'un seul bloc, sans faire état des éventuelles opinions dissidentes, mais depuis la décennie 1960 les opinions dissidentes sont maintenant permises dans les avis.

## Rôle au Royaume-Uni
L'une des caractéristiques du système judiciaire du Royaume-Uni est de ne pas avoir un tribunal unique de dernière instance. Ainsi, le Comité judiciaire du Conseil privé exerce la fonction de plus haut tribunal d'appel pour certaines causes, alors que dans la plupart des autres causes c'est la Chambre des lords qui est le plus haut tribunal d'appel. En Écosse, le plus haut tribunal est la Haute Cour de justice en matière criminelle, la Chambre des lords en matière civile, et le Comité Judiciaire du Conseil Privé pour les matières découlant de la dévolution écossaise.
Au Royaume-Uni, le Conseil privé a compétence dans les matières suivantes :
- Les appels à l'encontre des Commissaires de l'Église (qui contrôlent le patrimoine de l'Église d'Angleterre).
- Les appels des cours ecclésiastiques (la Court of Arches de Canterbury et la Chancery Court d'York) dans les causes non doctrinales.
- Les appels de la Cour de l'Amirauté des Cinq-Ports.
- Les appels des Prize Courts.
- Les litiges découlant de la Loi de disqualification de la Chambre des communes 1975 (House of Commons Disqualification Act 1975).

Depuis qu'elle est entrée en vigueur, en octobre 2009, la Loi de 2005 sur la réforme constitutionnelle a pour effet de transférer à la nouvelle Cour suprême du Royaume-Uni la juridiction relative aux pouvoirs de dévolution.
De plus, le gouvernement dispose de la discrétion de soumettre au Comité judiciaire toute question pour « étude et rapport ».
À l'intérieur des systèmes juridiques du Royaume-Uni, les jugements du Comité judiciaire dans les causes relatives à la dévolution lient toutes les autres cours, y compris le comité d'appel de la Chambre des lords. Cela est important car la plupart des causes relatives à la dévolution impliquent l'interprétation des Convention rights, lesquels, en vertu de la Loi sur les droits de la personne de 1998, s'appliquent dans l'ensemble du Royaume-Uni. Les jugements rendus par le Comité Judiciaire dans les causes étrangères n'ont qu'une autorité limitée sur les autres tribunaux à l'intérieur du Royaume-Uni : bien que ces tribunaux prennent ces jugements en considération, ils ne sont pas formellement liés par eux.
Le Comité judiciaire du Conseil privé est le tribunal d'appel de dernière instance pour l'Église d'Angleterre. Il connaît des appels de la Cour des Arches (Court of Arches) de Canterbury et de la Cour de Chancellerie (Chancery Court) d'York, sauf en matières de doctrine, de rituel ou de cérémonial, lesquels relèvent plutôt de la Cour des causes ecclésiastiques réservées. En vertu du Church Discipline Act 1840 et du Appellate Jurisdiction Act 1876, tous les archevêques et évêques étaient éligibles à être membres du Comité Judiciaire.

## Rôle au niveau international
Le Comité judiciaire du Conseil privé constitue le tribunal d'appel à l'égard de 27 juridictions de par le monde, dont 14 pays souverains.
Il peut y avoir appel adressé à « Sa Majesté en conseil » depuis neuf pays souverains ainsi que depuis 13 autres juridictions :
- Les dépendances de la Couronne de Jersey et Guernesey ainsi que la Staff of Government Division sur l'Île de Man
- Les royaumes, membres du Commonwealth, d'Antigua-et-Barbuda, des Bahamas, de Belize, de la Grenade, de la Jamaïque, de Saint-Christophe-et-Niévès, de Sainte-Lucie, de Saint-Vincent-et-les-Grenadines et des Tuvalu.
- Les États associés à la Nouvelle-Zélande des Îles Cook et de Niué (toutefois, la Nouvelle-Zélande a établi la Cour suprême de Nouvelle-Zélande en janvier 2004, remplaçant le Comité judiciaire du Conseil privé pour les appels émanant de la Nouvelle-Zélande en tant que telle).
- Les territoires britanniques d'outre-mer d'Anguilla, des Bermudes, des Îles Vierges britanniques, des Îles Caïmans, des Îles Malouines, de Gibraltar, de Montserrat, de Sainte-Hélène, Ascension et Tristan da Cunha, des Îles Turques-et-Caïques et des Îles Pitcairn.
- Les Sovereign Base Areas (bases) britanniques d'Akrotiri et de Dhekelia à Chypre.

L'appel est adressé directement au Comité judiciaire pour les cas de quatre pays :
- Les républiques, membres du Commonwealth, de la Dominique, de Maurice, de Trinité-et-Tobago et, si la cause met en jeu des droits constitutionnels, des Kiribati.

L'appel est adressé au sultan :
- Brunei (la reine Élisabeth II et le sultan Hassanal Bolkiah se sont entendus pour que le Comité judiciaire entende les causes et fasse rapport au sultan).

## Membres
Le Comité judiciaire comprend :
- Des Lords of Appeal in Ordinary (lesquels sont aussi membres de la Chambre des Lords et sont appelés « law lords »)
- Des Lords of Appeal
- Des membres du Conseil privé qui sont ou qui ont été juges à la Cour d'appel d'Angleterre et du pays de Galles, à la Inner House of the Court of Session en Écosse ou à la Cour d'appel en Irlande du Nord
- Des membres du Conseil privé qui sont juges de certaines cours supérieures dans les pays du Commonwealth

La plus grande partie du travail est assumée par les Lords of Appeal in Ordinary, qui sont rémunérés pour s'occuper à temps plein des fonctions judiciaires de la Chambre des lords et du Conseil Privé. Les juges extérieurs au Royaume-Uni peuvent ne pas siéger dans les cas de certaines affaires relatives au Royaume-Uni mais, par contre, ils siègent fréquemment dans les cas d'appels qui proviennent de leurs pays respectifs.

### Registraires du Comité judiciaire
- Mary Macdonald 2005-
- John Watherston 1998-2005
- DHO Owen 1983-1998
- Eric Mills, BA (Cantab) Barrister-at-Law Inner Temple 1966-1983
- Leslie Upton, CBE Barrister-at-Law Gray's Inn JP 1963-1966
- Aylmer Paterson 1954-1963
- Colin Smith, MVO OBE c.38
- George Faber 1887-1896

## Les appels en provenance des États du Commonwealth
Le Conseil Privé était autrefois le tribunal d'appel ultime pour tout l'empire britannique. À l'origine, tous les royaumes du Commonwealth et leurs territoires conservaient un droit d'appel au Conseil privé. par la suite, plusieurs de ceux qui devinrent des républiques ou des monarchies souveraines maintinrent la juridiction du Conseil privé, en concluant des traités à cet effet avec la Couronne britannique. Toutefois, avec le temps, plusieurs de ces pays considérèrent les appels au Conseil Privé comme un obstacle à leur pleine souveraineté et décidèrent de mettre fin à sa compétence à leur égard.

### Canada
Étant à l'origine un territoire britannique, le Canada était sous la juridiction du Conseil privé de Londres par le Judicial Committee Act de 1833. Le Canada contemporain met sur pied son propre Conseil privé en 1867 avec l'adoption de l’Acte de l’Amérique du Nord britannique,, mais ne lui confie aucune fonction judiciaire. Ainsi, même après cette date, le Comité judiciaire du continue d'agir comme plus haute cour d’appel au Canada dans certaines affaires.
En 1875 Le Canada a créé la Cour suprême du Canada. Le Parlement du Canada tenta alors de supprimer les appels au Conseil Privé en matière pénale. Mais le Conseil Privé jugea que cela aurait eu l'effet d'abroger la législation de l'Empire britannique, ce que le Parlement du Canada n'avait pas le pouvoir de faire. En 1931, en conséquence du Statut de Westminster, qui accordait la souveraineté complète aux dominions, tout obstacle à la suppression des appels au Conseil Privé était levé. Le Parlement canadien supprima les appels au Conseil Privé en matière pénale en 1933, puis les appels au Conseil Privé en matière civile en 1949, faisant ainsi de la Cour suprême du Canada le tribunal de dernière instance. Les causes commencées avant 1949 étaient toutefois autorisées à se pourvoir jusqu'en appel au Conseil Privé, si bien que la dernière cause canadienne à être jugée par le Conseil Privé le sera en 1959.
Par sa fonction en tant que tribunal de dernière instance pour le Canada jusqu'au milieu du XXe siècle, et donc par sa fonction d'interprétation judiciaire de la constitution canadienne de 1867, le Comité Judiciaire du Conseil Privé s'est trouvé à exercer une influence non négligeable sur l'évolution du fédéralisme canadien au cours de cette période, notamment en arbitrant l'équilibre des pouvoirs au sein de la fédération entre l'État fédéral et les États provinciaux fédérés.

#### Influence du Comité judiciaire
Malgré plusieurs jugements d'importances qui ont eu un impact sur la jurisprudence canadienne, le Comité judiciaire a eu un rôle controversé dans le fédéralisme canadien. En effet, pour plusieurs fédéralistes, son rôle de plus haute cour d'appel au Canada aurait dû prendre fin avec la création de la Cour suprême en 1875. Son pouvoir de revenir sur des jugements émis par celle-ci aurait eu comme impact de fragiliser la fédération canadienne. Les décisions de la Cour suprême, des politiciens et des juges de l'époque  étaient prises pour solidifier une confédération (1867) jeune et fragile. Pour ceux-ci, le pouvoir central canadien doit être en mesure de construire une économie forte et de prendre des décisions politiques et économiques pour l'ensemble du pays. Le Comité judiciaire voit les choses autrement. Son interprétation de la séparation des pouvoirs entre le fédéral et les provinces a de quoi ravir les défenseurs de l'égalité entre les provinces et Ottawa.
Étant donné que les tribunaux des provinces avaient aussi le droit de faire appel au Comité judiciaire, celles-ci ont utilisé ce droit afin de faire valoir leurs droits contre le pouvoir central au Canada. Le Comité ayant souvent rendu jugement en faveur des pouvoirs provinciaux, ces décisions allaient à l'encontre des intentions centralisatrices des politiciens fédéralistes de l'époque.
De par sa réalité historique, la jurisprudence démontre la faiblesse des lois et des structures juridiques canadiennes. La lutte entre la Cour suprême canadienne et le Comité judiciaire montre deux conceptions du fédéralisme. La centralisation des pouvoirs au niveau fédéral ou un plus grand partage des pouvoirs avec les pouvoirs provinciaux.
Le Comité judiciaire a eu un impact des plus importants sur le fédéralisme canadien. Il a favorisé les pouvoirs provinciaux dans plusieurs de ses jugements. Son interprétation extensive de l'article 92 de la Loi constitutionnelle de 1867 en est un exemple. Cette interprétation invalide certains aspects de l'article 91 de la Loi constitutionnelle qui donnaient des pouvoirs supplémentaires aux instances fédérales. Les décisions du Conseil judiciaire du Conseil privé de Londres ont eu comme effet de diminuer la compétence fédérale  en faveur de la compétence des différentes provinces.
Avec la Loi constitutionnelle de 1867, la Grande-Bretagne autorise le Parlement fédéral canadien nouvellement formé à créer une cour générale d’appel pour le Canada. Ce n’est que quelques années plus tard que la Cour Suprême canadienne est créé, soit en 1875. Par contre, les décisions de cette dernière peuvent être susceptibles d’appels devant le Comité judiciaire du Conseil privé jusqu’en 1933 (des suites du Traité de Westminster) en matière de droit criminel et jusqu’en 1949 en matière de droit civil.
Avec la création de la Cour suprême canadienne (1875), le ministre de la justice de l’époque Edward Blake, essaie d’abolir les appels au Comité judiciaire. Par contre, une décision de celui-ci en 1926 juge inconstitutionnelle cette décision, car elle s’appuie sur une loi canadienne qui entre en conflit avec la loi britannique de 1844. Cette loi étend le pouvoir du comité judiciaire du Conseil privé au Canada.

### Australie
L'Australie a supprimé le droit de faire appel au Conseil Privé des jugements des Cours du Commonwealth, par le Privy Council (Limitation of Appeals) Act 1968 et par le Privy Council (Appeals from the High Court) Act 1975, et le droit de faire appel des cours d'État, par le Australia Act 1986. La constitution australienne contient encore une disposition qui permet à la Haute Cour d'Australie d'autoriser les appels au Conseil Privé sur des questions inter se. Toutefois, la Haute Cour a affirmé qu'elle n'accordera pas de telle autorisation et que la juridiction à ce sujet est tombée en désuétude (en).

### Hong Kong
Le système judiciaire de Hong Kong a changé après son retour à la République populaire de Chine en 1997. La Cour d'appel final de Hong Kong constitue maintenant la plus haute autorité judiciaire. Toutefois, l'interprétation de constitution, la Loi fondamentale de Hong Kong, relève de la compétence du Comité permanent du Congrès national du peuple de la République populaire de Chine.

### Nouvelle-Zélande
Le droit de la Nouvelle-Zélande a été modifié en octobre 2003 pour supprimer les appels au Conseil Privé pour toutes les causes entendues par la Cour d'appel de la Nouvelle-Zélande après la fin cette même année, au bénéfice de la Cour suprême de Nouvelle-Zélande.

### Malaisie
La Malaisie a supprimé les appels au Conseil Privé, en matières pénale et constitutionnelle en 1978 et en matière civile en 1985.

### Singapour
Singapour a supprimé les appels au Conseil Privé pour toutes les causes, à l'exception de celles concernant la peine de mort et les causes civiles dans lesquelles les parties s'étaient entendues sur un tel droit d'appel, en 1989. Les droits d'appels restants ont été supprimés en 1994.

### Caraïbes
Les pays de la Communauté des Caraïbes ont décidé en 2001 de supprimer le droit d'appel au Conseil Privé et de le confier à la Cour caribéenne de justice. Toutefois, des débats entre les pays membres, ainsi que le Comité Judiciaire du Conseil Privé,, ont entraîné des retards répétés quant à la date d'inauguration de ce tribunal. En 2005, la Barbade a remplacé le processus d'appel à Sa Majesté en conseil par le Tribunal des Caraïbes, qui était alors entré en fonction. La République de Guyana a aussi décidé d'accorder au Tribunal des Caraïbes compétence à l'égard de ses tribunaux d'appel. Quelques autres États de la CARICOM pourraient procéder à la suppression des appels au Comité Judiciaire du Conseil Privé dans un avenir prochain. Le gouvernement de la Jamaïque a tenté de supprimer les appels au Comité Judiciaire sans l'accord de l'opposition au parlement jamaïcain, mais le processus utilisé par le gouvernement a été jugé inconstitutionnel.

## Causes majeures
Ci-dessous les causes majeures décidées par le Comité Judiciaire du Conseil Privé. Elles comprennent des appels provenant des pays suivants :
- Australie (jusqu'en 1986)
- Canada (jusqu'en 1949)
- Pays des Caraïbes (jusqu'en 2001)
- Malaisie (jusqu'en 1985)
- Nouvelle-Zélande (jusqu'en 2003)
- Singapour (jusqu'en 1994)

### 1800 - 1899
| Nom de la cause                                                                 | Référence                     | Sujet |
| ------------------------------------------------------------------------------- | ----------------------------- | --- |
| Maher v. Town Council of Portland                                               | London Times, 18 juillet 1874 | Constitutionnalité d'une loi du Nouveau-Brunswick                                                                   |
| Affaire Guibord                                                                 | (1875)                        | |
| Citizens Insurance Co. v. Parsons                                               | (1881-1882) 7 A.C. 96         | Disposition de la constitution sur les échanges et le commerce                                                      |
| Russell c. La Reine                                                             | (1881-1882) 7 A.C. 829        | Théorie constitutionnelle des dimensions « nationales », « la paix, l'ordre et le bon gouvernement »                |
| McLaren v. Caldwell                                                             | (1883)                        | re. pouvoirs du gouvernement canadien                                                                               |
| Hodge c. La Reine                                                               | (1883-1884) 9 A.C. 117        | Affirmation de la souveraineté législative des provinces canadiennes et doctrine constitutionnelle du double aspect |
| Bank of Toronto v. Lambe                                                        | (1887) 12 A.C. 575            | Réaffirmation du principe de la souveraineté des provinces canadiennes                                              |
| The Trustees, Executor and Agency Co. v. Short                                  | (1888) 58 L.J.P.C. 4          | |
| St. Catherines Milling & Lumber Co. v. The Queen                                | (1888) 14 A.C. 46             | Compétence législative à l'égard des autochtones et théorie constitutionnelle du champ libre                        |
| 1888 - suspension des appels du Canada en matière pénale                        |                               | |
| Gibbs v. Messer                                                                 | (1891)                        | |
| Liquidators of the Maritime Bank of Canada v. Receiver-General of New Brunswick | (1892) A.C. 437               | Les provinces du Canada sont souveraines dans leurs compétences législatives                                        |
| Makin v. Attorney General for New South Wales                                   | (1894)                        | Preuve de fait similaire                                                                                            |
| Attorney-General for Ontario v. Attorney-General for the Dominion               | (1896) A.C. 348               | Théorie constitutionnelle des dimensions « nationales »                                                             |
| Union Colliery Co. of British Columbia v. Bryden                                | (1899) A.C. 580               | |

### 1900 - 2000
| Nom de la cause                                                                | Référence                      | Sujet |
| ------------------------------------------------------------------------------ | ------------------------------ | --- |
| Cunningham v. Homma                                                            | [1903] A.C. 151                | Validité d'une loi interdisant le droit de vote                                                                                        |
| Attorney-General for Ontario v. Attorney-General of Canada (Reference Appeal)  | [1912] A.C. 571                | |
| Royal Bank of Canada v. The King                                               | [1913] A.C. 283                | |
| Canada v. Alberta                                                              | [1922] 1 A.C. 191              | |
| Fort Frances Pulp and Paper v. Manitoba Free Press                             | (1923) A.C. 695                | Doctrine constitutionnelle de l'urgence                                                                                                |
| Brooks-Bidlake and Whittall Limited v. Attorney-General for British Columbia   | [1923] A.C. 450 (P.C.)         | |
| Toronto Electric Commissioners v. Snider                                       | [1925] A.C. 396                | |
| Nadan v. The King                                                              | [1926] A.C. 482                | Inconstitionnalité de l'abolition des appels au Conseil Privé                                                                          |
| 1926 - permission des appels du Canada en matière pénale                       |                                | |
| Edwards v. Canada (Attorney General)                                           | [1930] A.C. 124                | Droit des femmes de siéger au Sénat |
| Proprietary Articles Trade Association v. Attorney General of Canada           | [1931] A.C. 310 (P.C.)         | |
| In re Regulation and Control of Aeronautics in Canada                          | [1932] A.C. 54                 | |
| In re Regulation and Control of Radio Communication in Canada                  | [1932] A.C. 304                | |
| 1933 - fin des appels du Canada en matière pénale                              |                                | |
| Attorney-General of Canada v. Attorney-General of Ontario (Labour Conventions) | [1937] A.C. 326                | La mise en œuvre de traités internationaux en matières de compétence provinciale relève des États provinciaux et non de l'État fédéral |
| Sifton v. Sifton                                                               | [1938] A.C. 656                | re. certainty of conditions in a devise                                                                                                |
| Vita Food Products Inc. v. Unus Shipping Co. Ltd.                              | [1939] A.C. 277                | |
| Francis, Day & Hunter Ltd. v. Twentieth Century Fox Corp.                      | [1939] 4 D.L.R. 353            | Droits d'auteur dans les titres |
| Attorney General of Ontario v. Canada Temperance Federation                    | (1946) A.C. 193                | Théorie de l'intérêt « national » |
| 1949 - fin des appels du Canada en matière civile                              |                                | |
| Subramaniam v Public Prosecutor                                                | [1956] 1 WLR 965               | Exception du ouï-dire |
| Overseas Tankship v Morts Dock & Engineering Co. Ltd. (The Wagon Mound No. 1)  | [1961] A.C. 388                | |
| Overseas Tankship v Miller Steamship Co. (The Wagon Mound No. 2)               | [1967] A.C. 617                | |
| Goldman v Hargrave                                                             | [1967] 1 A.C. 645              | |
| The Eurymedon                                                                  | [1975] A.C. 154                | |
| Pao On v. Lau Yiu Long                                                         | [1980] A.C. 614                | |
| Cadbury Schweppes Pty Ltd v. Pub Squash Co Pty Ltd                             | [1980] 2 N.S.W.L.R. 851 (JCPC) | |

### Depuis 2001
| Nom de la cause                         | Référence           | Sujet                        |
| --------------------------------------- | ------------------- | ---------------------------- |
| T Choithram International SA v Pagarani | [2001] 2 All ER 492 | Vesting of "imperfect gifts" |